# 金珉程
金 珉程（キム・ミンジョン、ハングル表記：김민정、英: Kim Min-Jeong、1988年8月8日 - ）は、韓国出身の女子柔道選手。階級は78kg超級。身長179cm。体重95kg。以前はキム・ウンギョン（英: Kim Eun-Kyung）と名乗っていた。

## 人物
2013年にグランドスラム・パリ78kg超級で3位になると、世界選手権では7位だった。2014年にはグランドスラム・バクーとグランプリ・ウランバートルで優勝するが、地元で開催されたアジア大会では3位だった。2015年にはアジア選手権とユニバーシアードで2位だったが、グランプリ・タシュケントで優勝を飾った。2016年にはアジア選手権で優勝するが、リオデジャネイロオリンピックでは準々決勝でキューバのイダリス・オルティスに一本負けすると、3位決定戦でも中国の于頌に敗れて5位だった。2017年の世界選手権では準々決勝で于頌に敗れるも、敗者復活戦を勝ち上がって29歳にして銅メダルを獲得した。ワールドマスターズでは優勝を果たして、韓国の女子選手として初となる年間ランキング1位になった。2018年のアジア大会では決勝で素根輝に技ありで敗れて2位だった。2019年のアジアパシフィック選手権では優勝した。

## 主な戦績
- 2013年 - グランドスラム・パリ　3位
- 2013年 - 世界選手権　7位
- 2013年 - グランプリ・チェジュ　3位
- 2014年 - グランドスラム・バクー　優勝
- 2014年 - グランプリ・ウランバートル　優勝
- 2014年 - アジア大会　個人戦　3位　団体戦　2位
- 2015年 - アジア選手権　2位
- 2015年 - ユニバーシアード　2位
- 2015年 - グランプリ・タシュケント　優勝
- 2015年 - グランプリ・青島　3位
- 2015年 - グランプリ・チェジュ　3位
- 2016年 - グランプリ・デュッセルドルフ　3位
- 2016年 - アジア選手権　優勝
- 2016年 - リオデジャネイロオリンピック　5位
- 2017年 - グランドスラム・パリ　3位
- 2017年 - ヨーロッパオープン・オーバーヴァルト　優勝
- 2017年 - アジア選手権　2位
- 2017年 - 世界選手権　3位
- 2017年 - 世界団体　3位
- 2017年 - グランドスラム・東京　3位
- 2017年 - ワールドマスターズ　優勝
- 2018年 - グランドスラム・パリ　優勝
- 2018年 - グランプリ・フフホト　2位
- 2018年 - アジア大会　個人戦　2位　団体戦　3位
- 2019年 - グランドスラム・パリ　3位
- 2019年 - アジアパシフィック選手権　個人戦　優勝　団体戦　2位

(出典、JudoInside.com)